# آبشار شارشار
آبشار شارشار از نقاط دیدنی استان زنجان بود. این آبشار تنها آبشار شناخته شده در زنجان بود که در منطقه تهم، در شمال باختری شهر زنجان قرار شده بود که بسیار زیبا در میان سنگ‌های صخره‌ای قرار گرفته‌ بود،این آبشار پس از ساخت و آبگیری سد تهم در این منطقه به‌طور کامل به زیر آب رفت.

## منبع
پایگاه اطلاع‌رسانی استانداری زنجان